# Steel Wheels
Steel Wheels (рус. «Стальные колёса») — девятнадцатый британский и двадцать первый американский студийный альбом The Rolling Stones, был издан в 1989 году на собственном лейбле группы. Диск ознаменовал возвращение «Роллингов» в шоу-бизнес, после нескольких лет ссор внутри коллектива, нормализацию отношений Мика Джаггера и Кита Ричардса, реверсию к более классическому стилю музыки и запуску самого большого мирового турне группы на тот момент. Пластинка стала заключительной студийной работой бас-гитариста Билла Уаймена с «Роллингами», прежде чем он объявил о своем уходе в январе 1993 года. Последним записанным материалом с Уайменом стали две песни, изданные на концертном альбома Flashpoint 1991 года.

## Список композиций
Все песни написаны Миком Джаггером и Китом Ричардсом, за исключением отмеченных.
| №  | Название              | Длительность |
| -- | --------------------- | ------------ |
| 1. | «Sad Sad Sad»         | 3:35         |
| 2. | «Mixed Emotions»      | 4:38         |
| 3. | «Terrifying»          | 4:53         |
| 4. | «Hold On to Your Hat» | 3:32         |
| 5. | «Hearts for Sale»     | 4:40         |
| 6. | «Blinded by Love»     | 4:37         |

| №   | Название                                                      | Длительность |
| --- | ------------------------------------------------------------- | ------------ |
| 7.  | «Rock and a Hard Place»                                       | 5:25         |
| 8.  | «Can’t Be Seen»                                               | 4:09         |
| 9.  | «Almost Hear You Sigh» (Мик Джаггер/Кит Ричардс/Стив Джордан) | 4:37         |
| 10. | «Continental Drift»                                           | 5:14         |
| 11. | «Break the Spell»                                             | 3:06         |
| 12. | «Slipping Away»                                               | 4:29         |

## Участники записи
The Rolling Stones
- Мик Джаггер — ведущий и бэк-вокал, электро и акустическая гитары, губная гармоника
- Кит Ричардс — электро, акустическая и классическая гитары, бэк-вокал, лид-вокал на «Can’t Be Seen» и «Slipping Away», перкуссия на «Continental Drift»
- Ронни Вуд — электро и акустическая гитары, бас-гитара, бэк-вокал, добро
- Билл Уаймен — бас-гитара
- Чарли Уоттс — ударные

Приглашённые музыканты
- Чак Ливел[англ.] — орган, фортепиано, клавишные[18]
- Мэтт Клиффорд — клавишные, электропианино и фортепиано, клавинет, фисгармония
- Сара Дэш[англ.] — бэк-вокал
- Лиза Фишер — бэк-вокал
- Бернард Фаулер[англ.] — бэк-вокал
- Луис Жардим[англ.] — перкуссия
- Фил Бир[англ.] — мандолина, народная скрипка
- The Kick Horns — духовые инструменты
- Родди Лоример[англ.] — труба
- The Master Musicians of Jajouka led by Bachir Attar Farafina — африканские-мороканские инструменты
- Соня Морган — бэк-вокал
- Тесса Найлз[англ.] — бэк-вокал

Технический персонал
- Крис Поттер[англ.] — звукоинженер
- Rupert Coulson — ассистент звукоинженера
- Майкл Брауэр[англ.], Крис Поттер, Крис Кимзи — микширование
- Джон Варвикер — дизайн обложки и художественное оформление
- Марк Мортон — дизайн логотипа

## Хит-парады
Альбом
| Год  | Чарт             | Высшая позиция |
| ---- | ---------------- | -------------- |
| 1989 | Billboard 200    | 3              |
| 1989 | UK Top 60 Albums | 2              |

| Хит-парад (1989)       | Позиция |
| ---------------------- | ------- |
| Европа (Music & Media) | 34      |

Синглы
| Год  | Сингл                   | Чарт                   | Высшая позиция |
| ---- | ----------------------- | ---------------------- | -------------- |
| 1989 | «Mixed Emotions»        | Billboard Hot 100      | 5              |
| 1989 | «Mixed Emotions»        | UK Top 100 Singles     | 36             |
| 1989 | «Mixed Emotions»        | Mainstream Rock Tracks | 1              |
| 1989 | «Mixed Emotions»        | Modern Rock Tracks     | 22             |
| 1989 | «Sad Sad Sad»           | Mainstream Rock Tracks | 14             |
| 1989 | «Terrifying»            | Mainstream Rock Tracks | 8              |
| 1989 | «Rock and a Hard Place» | Mainstream Rock Tracks | 1              |
| 1989 | «Rock and a Hard Place» | Billboard Hot 100      | 23             |
| 1989 | «Rock and a Hard Place» | UK Top 100 Singles     | 63             |
| 1990 | «Almost Hear You Sigh»  | Mainstream Rock Tracks | 1              |
| 1990 | «Almost Hear You Sigh»  | Billboard Hot 100      | 50             |
| 1990 | «Almost Hear You Sigh»  | UK Top 100 Singles     | 31             |
| 1990 | «Terrifying»            | UK Top 100 Singles     | 82             |

### Сертификация
| Страна            | Организация | Сертификация (продажи) |
| ----------------- | ----------- | ---------------------- |
| Соединенные Штаты | RIAA        | 2× Платиновый          |
| Франция           | SNEP        | 2× Золотой             |
| Великобритания    | BPI         | Золотой                |
| Германия          | IFPI        | Золотой                |